# C'est pour la bonne cause
Pour plus de détails, voir Fiche technique et Distribution.
C'est pour la bonne cause est un film franco-belge réalisé par Jacques Fansten et sorti en 1997.

## Fiche technique
- Titre : C'est pour la bonne cause
- Réalisation : Jacques Fansten
- Scénario : Jacques Fansten
- Photographie : Laurent Machuel
- Décors : Jacques Rouxel
- Costumes : Édith Vespérini
- Son : Henri Morelle
- Montage : André Chaudagne
- Musique : Jean-Marie Sénia
- Production : Les Films de la Chamade - Radio télévision belge francophone
- Tournage : du 22 avril au 18 juin 1996 à Annecy
- Pays d'origine :  France -  Belgique
- Durée : 105 minutes
- Date de sortie : France - 5 février 1997

## Distribution
- Dominique Blanc : Jeanne
- Antoine de Caunes : Daniel
- Loïc Freynet : Tonin
- Laurie Lefret : Lanie
- Gaspard Jassef : Moussa
- Jacques Bonnaffé : Martineau
- Mehdi Dahiri : José